# Martin Bider

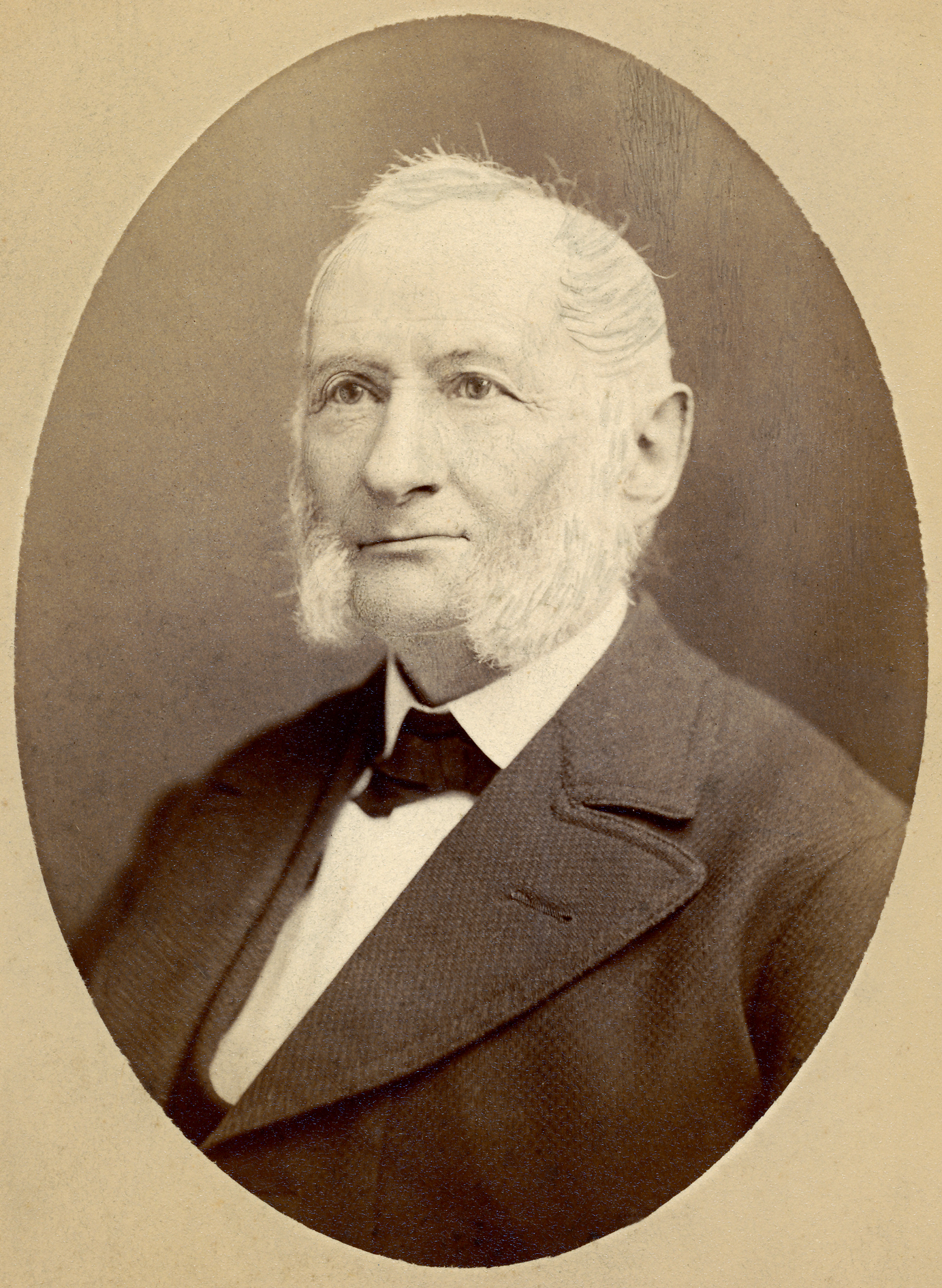
Martin Bider (1872)

Martin Bider (* 18. Januar 1812 in Langenbruck; † 19. Juni 1878 ebenda) war Arzt, Politiker und Förderer diverser öffentlicher Werke und Institutionen in Langenbruck und dem Waldenburgertal im schweizerischen Kanton Basel-Landschaft.

## Leben

### Familie

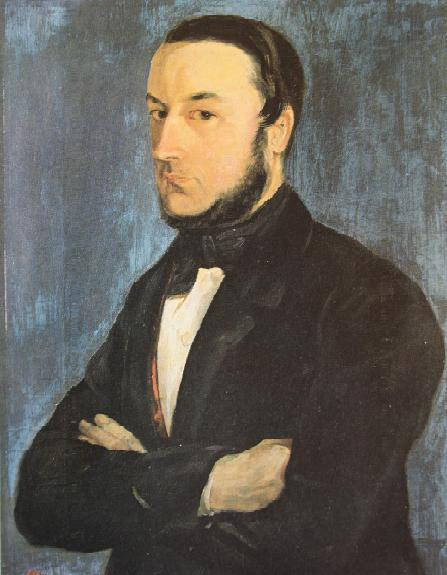
Martin Bider um 1850

Bider war ein Sohn des Hans (Johann) Jakob Bider (Seiler) und der Maria Dettwiler. Er war das vierte von zehn Kindern. Sieben seiner Geschwister starben schon kurz nach der Geburt. Nur ihm selbst, seinem 2 ½ Jahre älteren Bruder Jakob und dem 6 ½ Jahre jüngeren Bruder Heinrich war ein längeres Leben beschieden.
Martin Bider besuchte die Grundschule in Langenbruck und von 1822 bis 1825 das Gymnasium in Basel. Von 1825 bis 1827 absolvierte er einen Sprachaufenthalt in Avenches. Er betrieb intensiv Geologie- und Botanikstudien und interessierte sich für Geschichte.
Am 2. Oktober 1836 heiratete er Anna Meyer aus Waldenburg. Das Ehepaar hatte vier Kinder: 
- Elise (1837–1892)
- Albert (1841–1921)
- Anna-Maria (1846–1920)
- Anna (1849–1935).

Martin Biders späteres Wohnhaus, das «Doktorhaus», stand am Schönthalbach hinter dem Geburtshaus von Grossnichte und -neffe, der Geschwister Julie Helene und Oskar Bider.

### Medizin
Von 1827 bis 1829 absolvierte Martin Bider eine chirurgische Lehre in einer Basler Barbierstube und von 1830 bis 1832 das Medizinstudium an der Universität in Basel, welches er 1832 mit Staatsexamen und Promotion abschloss. Zur Weiterbildung ging er an die Universitäten von Paris und Berlin. Anschliessend war er als praktischer Arzt in Langenbruck tätig. Von 1838 bis 1862 war er Bezirksarzt von Waldenburg und Spitalpfleger, von 1875 bis 1878 Mitglied im kantonalen Sanitätsrat und ärztlicher Examinator.

### Politik
Nach den Trennungswirren und der Gründung des Halbkantons Basel-Landschaft im Jahre 1833 wurde Martin Bider in der kantonalen Politik aktiv. 1830 bis 1833 hatte er als gemässigter Liberaler loyal zur Stadt Basel gehalten. Bider war Mitglied im «Zunzger Kränzli», einer liberalen Ärztevereinigung. Als Freisinniger der Ordnungspartei war er von 1838 bis 1841 und 1864 bis 1875 Mitglied des Baselbieter Landrats und zwischen 1868 und 1872 als gemässigter Liberaler Mitglied des Nationalrats.

### Gemeinde

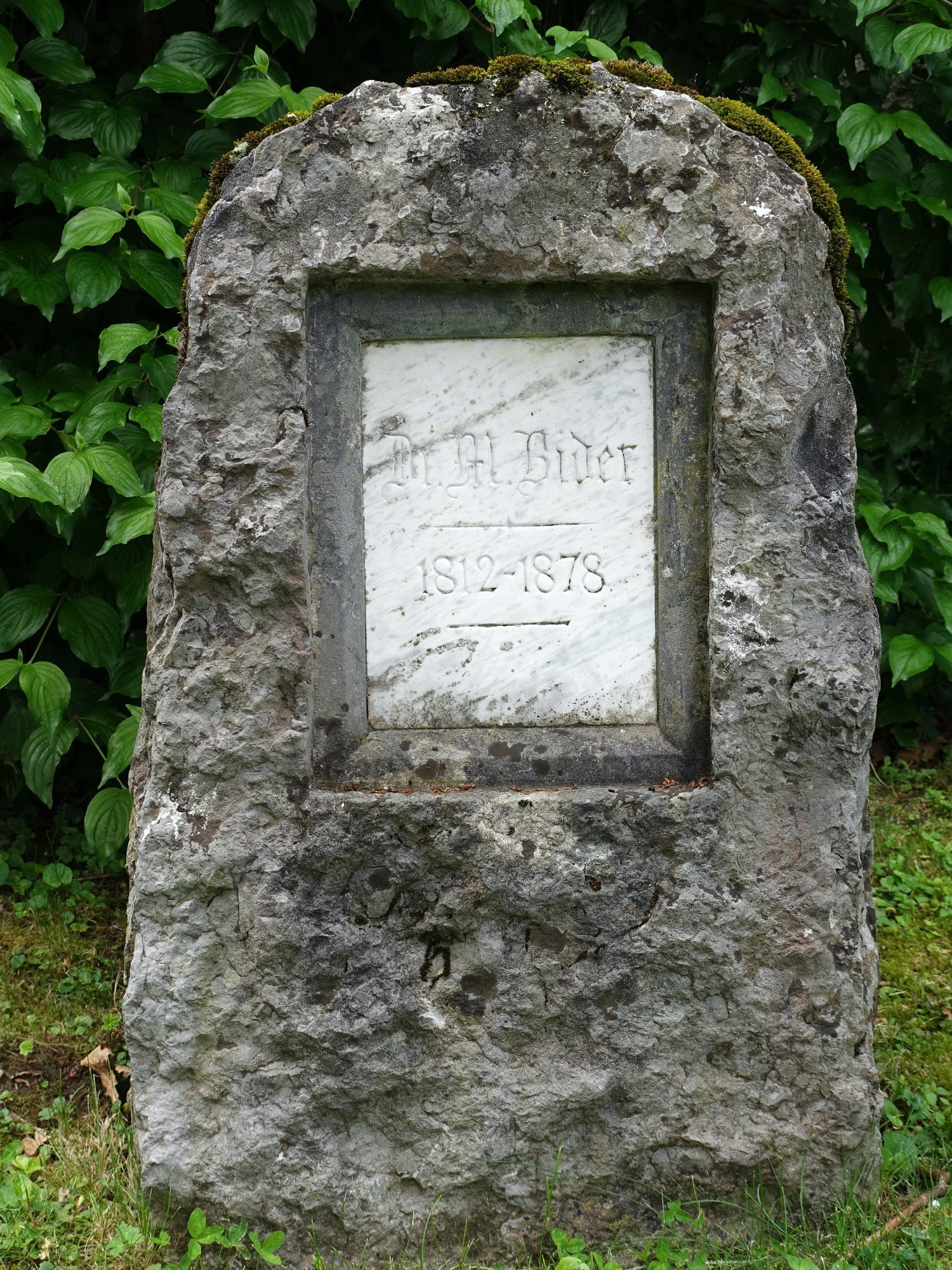
Grabstein auf dem Friedhof von Langenbruck

Er trug entscheidend zur Umwandlung von Langenbruck in einen Kurort bei. 1838 war er, mit seinem Vater Jacob und anderen, Gründungsmitglied der kommunalen «Gemeinnützigen Gesellschaft von Langenbruck» (GG). Von 1846 bis zu seinem Tod war er deren Präsident. In dieser Funktion bemühte er sich um die Lösung vieler Probleme im Dorf. So setzte er sich für die Gründung einer Kleinkinderschule und einer Bezirksschule ein. Auch die berufliche Ausbildung der Jugendlichen war ihm ein Anliegen. Um die Abwanderung einzudämmen, bemühte er sich um die Einführung der Uhrenindustrie und der Posamenterei. 1919 errichtete die Thommens Uhrenfabrik AG aus Waldenburg einen Produktionsbetrieb im Dorf.
Um den Anforderungen eines Kurortes zu entsprechen, musste sich die GG aber auch für das Erstellen der fehlenden Infrastruktur, wie Strassenbeleuchtung, Spazierwege, Wanderwege auf die umliegenden Anhöhen oder Wegverbindungen zu den Nachbargemeinden, und ab 1850 für die Förderung des Fremdenverkehrs einsetzen.
1854 wurde er in das Amt des Gemeindepräsidenten von Langenbruck gewählt. Er fand 1878 auf dem dortigen Friedhof seine letzte Ruhestätte.
1872 war er, mit Oberrichter J. J. Dettwiler und anderen Persönlichkeiten, Mitbegründer der Kurhausgesellschaft. Diese erbaute ab 1874 auf der Passhöhe des Oberen Hauensteins, auf 734 m. ü. M., das Kurhaus. Nach einer wechselvollen Geschichte wurde das «Hotel Restaurant Kurhaus» 1981 abgerissen. Die Kurhaus-Parzelle dient jedoch bis heute der Erholung. Es wurde ein Campingplatz eingerichtet, auf dem nun festinstallierte Mobilheime stehen.    

### Wirtschaft
Martin Bider war Mitglied der kantonalen Kirchen- und Schulgutsverwaltung. Er war Mitbegründer der «Gemeinnützigen Gesellschaft Baselland» und amtete beim 1848 gegründeten «Basellandschaftlichen Armenerziehungsverein» als Bezirkspräsident. 1857 war er Mitglied der Bezirksschulpflege Waldenburg. Von 1872 bis 1878 war Bider zudem Mitglied des Verwaltungsrates der Basellandschaftlichen Hypothekenbank.
Um den Kurgästen den Weg nach Langenbruck zu erleichtern, regte er bereits 1856 den Bau einer Pferdebahn (mit 150 cm Spurweite) ab dem Liestaler «Alten Markt» bis Waldenburg an. An der Linie der Schweizerischen Centralbahn (SCB) Basel – Liestal – Olten hätte eine Station beim «Alten Markt» gebaut werden müssen. Dieses Projekt scheiterte jedoch an den enormen Kosten. Gemäss Kostenvoranschlag hätte mit 1,5 Millionen Franken gerechnet werden müssen. Einer seiner weiteren Vorschläge war der Bau einer Bahn mit Zahnrad von Waldenburg nach Langenbruck. Auch dieses Projekt wurde nicht realisiert. Über zwei Jahrzehnte seines Lebens setzte er sich für den Bau einer Eisenbahn von Liestal nach Waldenburg ein. Um 1875 bildete er das Comité für die Errichtung einer Eisenbahn im Waldenburgertal, welches Oberingenieur Burri und Direktor Niklaus Riggenbach mit der Ausarbeitung eines Projektes beauftragte. Dieses sah den Bau einer 75-cm-Schmalspurbahn «Liestal – Waldenburg» auf der bestehenden Kantonsstrasse vor. Im Weiteren enthielt die Projektstudie die zu erwartenden Bau- und Betriebskosten und wies auch auf die möglichen Erträge hin. Nach Biders Tod 1878 übernahm sein langjähriger Mitinitiant Gédéon Thommen den Vorsitz im Comité und konnte den Bau der Waldenburgerbahn realisieren.
Ein Ausspruch und Ziel von Bider war: «Die Provinz erschliessen». Um dies zu erreichen, unterstützte er die Bestrebungen, Langenbruck in einen Kurort umzuwandeln, und setzte sich vehement für den Bau einer Eisenbahn im Waldenburgertal ein.

## Ehrungen

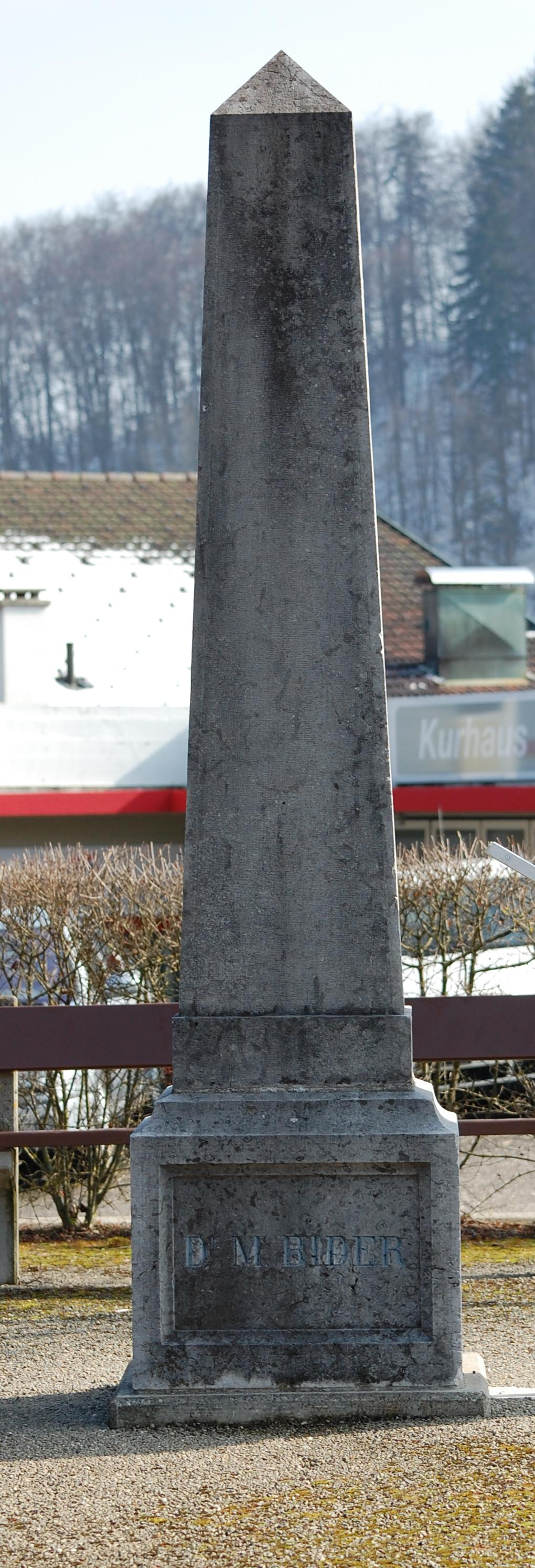
Obelisk auf 734 m. ü. M.

WB G 2/2, Nr. 1, «Dr. Bider»

Zum Gedenken an seine grossen Verdienste zum Wohle von Langenbruck und vor allem seiner ärmeren Einwohner wurde ihm zur Ehre 1879 auf der Passhöhe des Oberen Hauensteins, neben dem Kurhaus, ein Obelisk aufgestellt.
Zum Gedenken an seinen unermüdlichen Einsatz für die Realisierung einer Eisenbahnlinie vom Kantonshauptort Liestal nach Waldenburg (nach seinem Wunsche gar bis Langenbruck) wurde die Lokomotive Nr. 1 der am 30. Oktober 1880 eröffneten Waldenburgerbahn mit seinem Namen versehen.

## Anmerkungen und Einzelnachweise

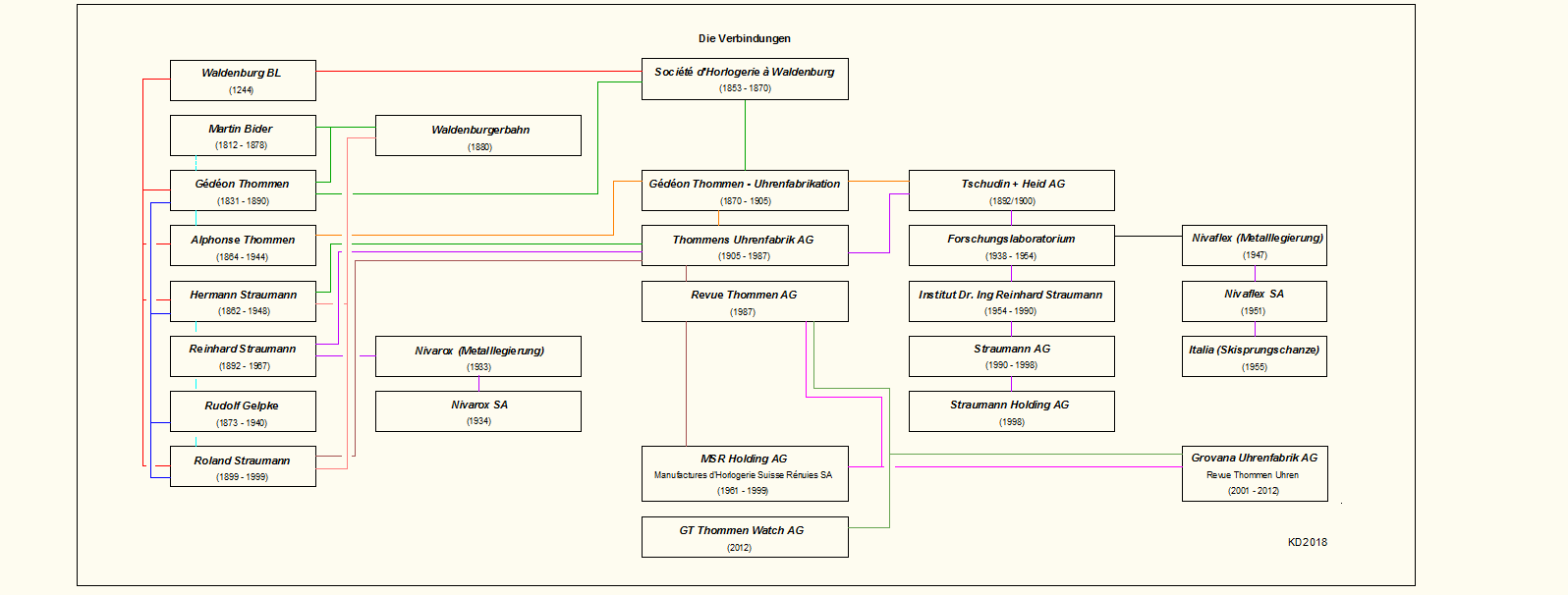
Die Verbindungen